# Justicia mollugo
Justicia mollugo är en akantusväxtart som beskrevs av C. B. Cl.. Justicia mollugo ingår i släktet Justicia och familjen akantusväxter. Inga underarter finns listade i Catalogue of Life.